# 白神岬
白神岬（日语：／）是北海道最南端的海角，位于渡島半島的分枝松前半岛的南端，面向津轻海峡。周边是松前矢越道立自然公園。距津轻半岛最北端的龙飞崎19.2公里，有青函隧道通过。是候鸟飞行的中继地，每年春秋有100万羽渡过津轻海峡。为防止伤害候鸟，中止了考虑修建的风力发电机。

## 引用
1. ↑  博学こだわり倶楽部 編. . KAWADE夢文庫. 2006: 16.